# 活線作業

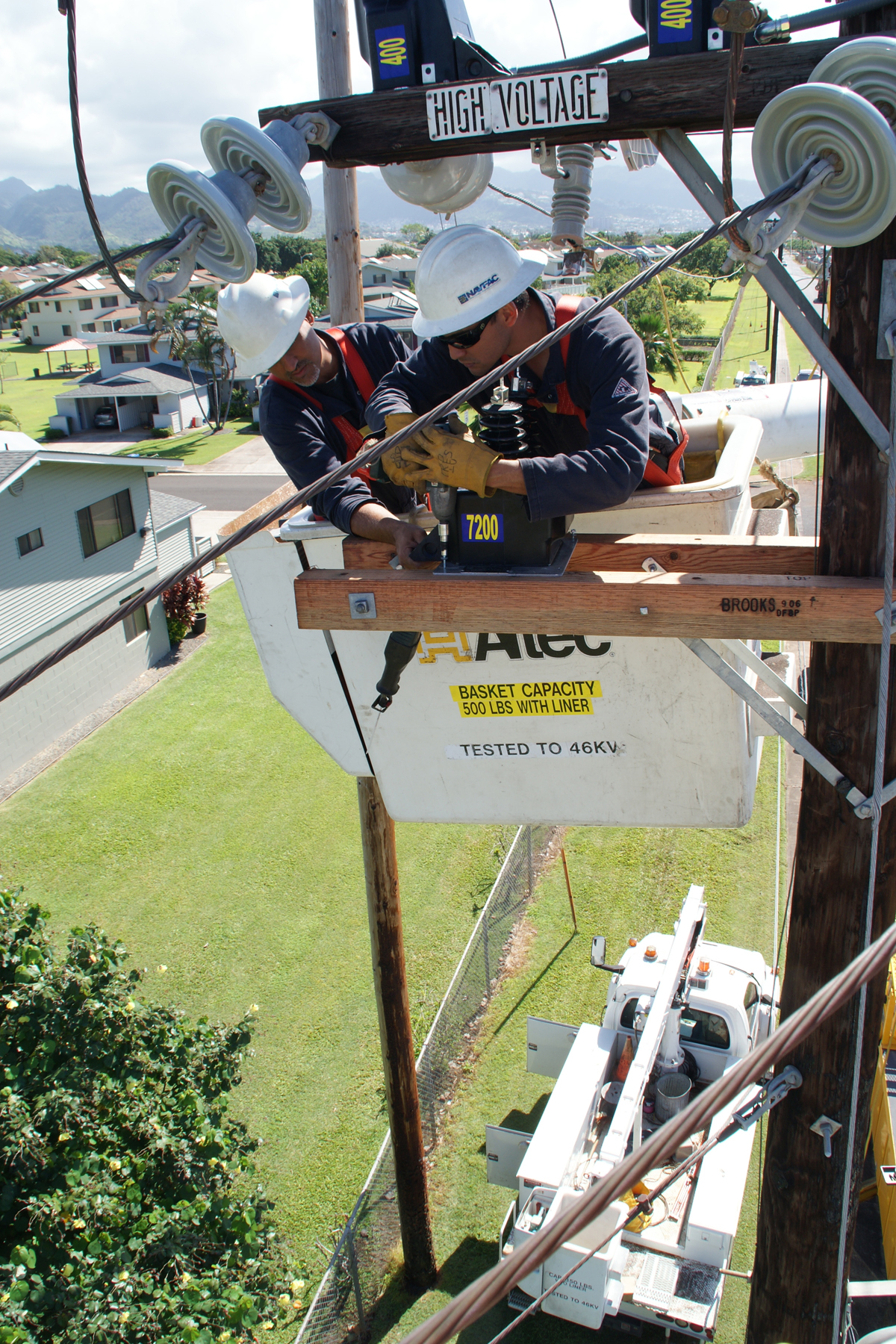
高圧電気技師による作業、ハワイ州のアメリカ海軍施設、2011年

活線作業（かっせんさぎょう、英語:  hot‐line work , live-line working）は、送配電線の点検や補修作業を電圧のかかった状態で行うことである。これに対し、電圧をかけず停電して作業することを停電作業という。
電力供給を停止せずに済む利点があるが、作業員の感電の危険性もある。
労働安全衛生規則は、第2編第5章第4節で活線作業及び活線近接作業について規定している（第341条-第349条）。